# Louis Peyramont
Pour les articles homonymes, voir Peyramont.
Louis Peyramont est le nom de plume de Louis-Félix Rigondaud, né à Limoges le 21 décembre 1839 et mort le 11 novembre 1900 à Saint-Maur-des-Fossés, journaliste français.

## Biographie
Louis-Félix Rigondaud naît en 1839 dans une maison de la place des Bancs, à Limoges. Son père, Pierre Rigondaud, est marchand. Son futur pseudonyme, Peyramont, serait, selon un journaliste, le nom d'une aïeule. Cependant, aucun des grands-parents de Louis Rigondaud ne portait ce patronyme.
Précepteur en Hongrie vers 1860, Rigondaud se passionne dès cette époque pour l'Europe centrale et l'Europe de l'Est. Par la suite, il se convaincra de la nécessité d'opposer le panslavisme à un pangermanisme dangereux pour la France.
Quelques mois après avoir commencé sa carrière de journaliste, Peyramont couvre la bataille de Sadowa pour L'Indépendance belge. Spécialisé dans les questions internationales, il devient le collaborateur et correspondant de plusieurs journaux français, et principalement du Soleil d’Édouard Hervé. En 1873, il fonde la Correspondance slave, une agence de presse destinée à diffuser en trois langues des informations telles que le compte-rendu du procès Bazaine, mais cette société fait faillite dès l'année suivante.
En 1880, Peyramont fait paraître une Statistique universelle (Paris, A. Ghio), un tableau comparatif des différents pays. En décembre de la même année, alors qu'il dirige une revue littéraire, Paris-Magazine, il devient le rédacteur en chef de L'Unité nationale, journal du matin à cinq centimes, de nuance gambettiste. Ce quotidien cesse toutefois de paraître régulièrement dès le milieu de l'année 1882, tandis que Léonce Ferret remplace Peyramont. Ce dernier, entré en désaccord avec l'évolution politique de Gambetta, est en effet parti fonder un nouveau journal intitulé La Révision le 15 novembre 1881.
Les connaissances de Peyramont en politique étrangère expliquent qu'il ait quelquefois été consulté ou employé comme intermédiaire par certains diplomates ou hommes politiques. Il fait ainsi état de contacts avec Thiers, Saint-Vallier, Gambetta, Chaudordy ou encore le duc Decazes. Le 6 septembre 1879, alors qu'il travaille pour Le Soleil, Peyramont obtient une entrevue à Baden-Baden avec le prince Gortschakoff, ministre des Affaires étrangères de Russie. Cette rencontre aurait contribué au rapprochement franco-russe face à la future Duplice. Exagérant sa propre influence diplomatique, Peyramont n'hésite pas à se présenter comme un ennemi redoutable de Bismarck, attribuant à cette inimitié partagée son expulsion de Berlin en 1878, pendant le congrès diplomatique organisé dans la capitale allemande. Il a également été expulsé de Roumanie où, sous couvert d’œuvres humanitaires pour le compte de la Société française de secours aux blessés, il aurait fomenté des troubles.
En décembre 1883, il tente de lancer le « Journal parlé » (causeries sur l'actualité illustrées de caricatures par Alfred Le Petit) à l'ancien théâtre de l'Athénée de la rue Scribe. Il est cependant expulsé de ce lieu dès février 1884, car ce local, fermé par arrêté préfectoral en tant que salle de spectacles, lui avait été loué pour y faire des conférences et non des représentations théâtrales.

### La Revanche

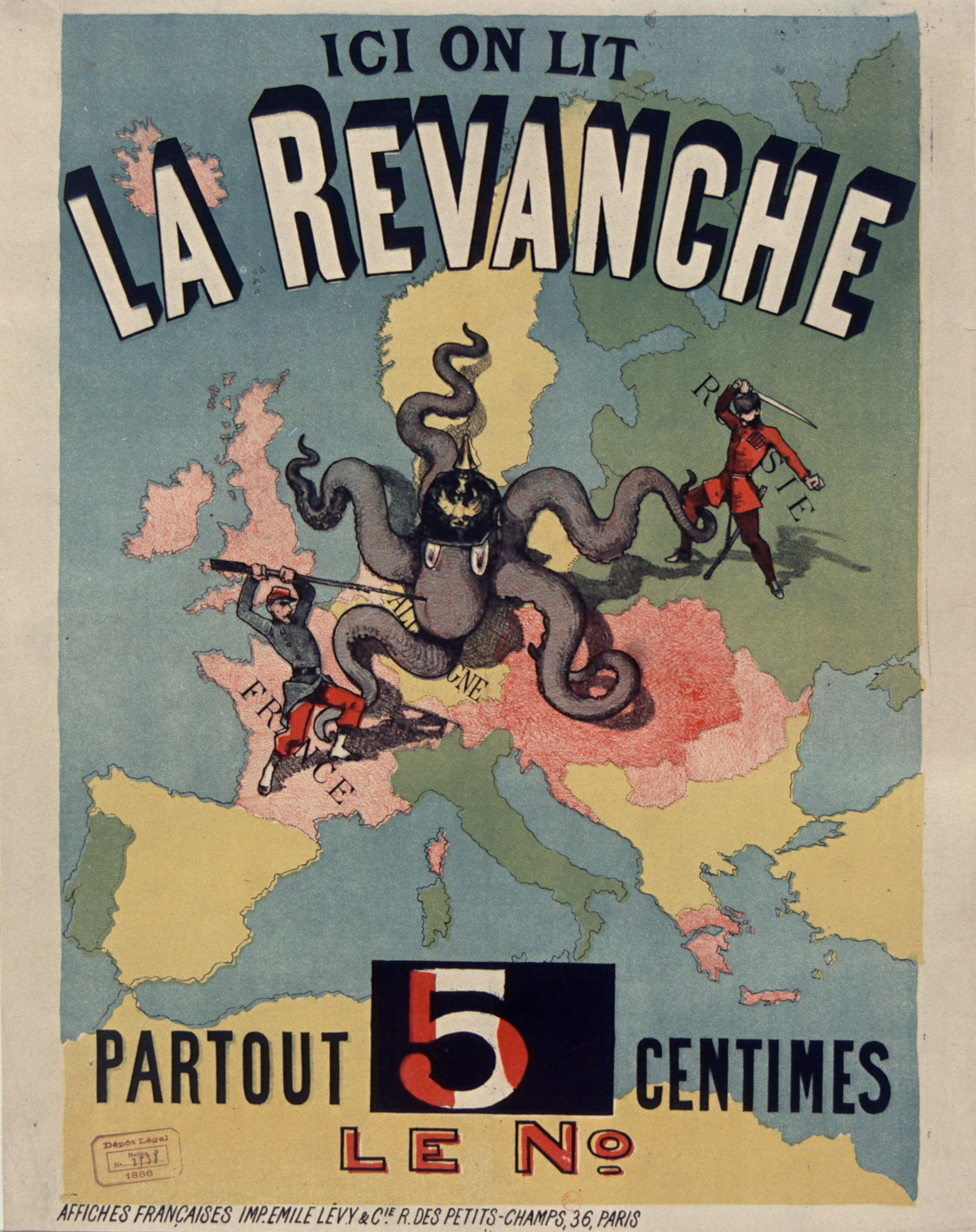
Affiche pour La Revanche (1886).

En février 1885, Peyramont fonde Le Succès, qui a l'ambition de devenir un « Gil Blas des familles » et dont le rédacteur en chef est Emmanuel Arène. Quand Peyramont finit par en prendre la direction, Le Succès se consacre davantage à la politique étrangère. Après avoir cessé de paraître dès le mois de mai suivant, le journal renaît le 20 octobre 1886 sous un autre titre.
Désormais doté de bureaux situés au no 3 de la place de l'Opéra, il est rebaptisé La Revanche. Ce nouveau titre est explicite car son rédacteur en chef, devenu propriétaire du journal en février 1887 grâce à un prêt accordé par son frère, y développe un revanchisme (en faveur d'une reconquête militaire de l'Alsace-Lorraine) et un antigermanisme tapageur. Le bandeau contient les armoiries des deux provinces perdues ainsi que la devise : « Gaulois point ne renonce ». Pour assurer la publicité de la Revanche, Peyramont engage des hommes-sandwich portant chacun une grande caricature représentant l'Europe menacée par l'Allemagne, celle-ci étant figurée sous la forme d'une pieuvre coiffée d'un casque à pointe, combattue par la France et la Russie. Craignant le trouble à l'ordre public, le préfet de police fait confisquer ces « placards ».
La Revanche ayant été présentée comme un journal boulangiste par le journaliste du Figaro Ph. de Grandlieu (Léon Lavedan), Peyramont rétorque que le général Boulanger est parfaitement étranger à la création et à la rédaction du journal. Plutôt favorable au ministre de la Guerre dans les premiers numéros de La Revanche, Peyramont affirmera plus tard n'avoir pas été boulangiste « une seule minute » et accusera Boulanger, ce « fantoche », d'avoir voulu détourner le mouvement patriotique. De fait, Peyramont s'est détaché assez tôt de la Ligue des patriotes pour tenter de fonder sa propre ligue des « Revancheurs ».
Le 22 février 1887, jour du Mardi gras, la façade du journal arbore, outre des drapeaux français et russes, un transparent lumineux célébrant la victoire électorale des candidats protestataires en Alsace-Lorraine. Les autorités craignant un attroupement et des désordres, les drapeaux et le transparent sont retirés sur ordre du commissaire de police Touny, à la faveur d'un accident de circulation qui détourne momentanément l'attention du public. Peyramont est arrêté le lendemain et incarcéré à Mazas. Accusé d'avoir exposé l’État à une déclaration de guerre, il est inculpé, pour la première fois depuis 1834, selon les termes de l'article 84 du Code pénal : « Quiconque aura, par des actions hostiles non approuvées par le gouvernement, exposé l’État à une déclaration de guerre, sera puni du bannissement ». Le secrétaire d’État aux Affaires étrangères allemand, Herbert von Bismarck, charge alors son ambassadeur, Münster, de féliciter son homologue français, Flourens, pour ce gage donné à la paix entre les deux pays. Comparaissant le mois suivant devant la Cour d'assises de la Seine, Peyramont est acquitté par le jury.

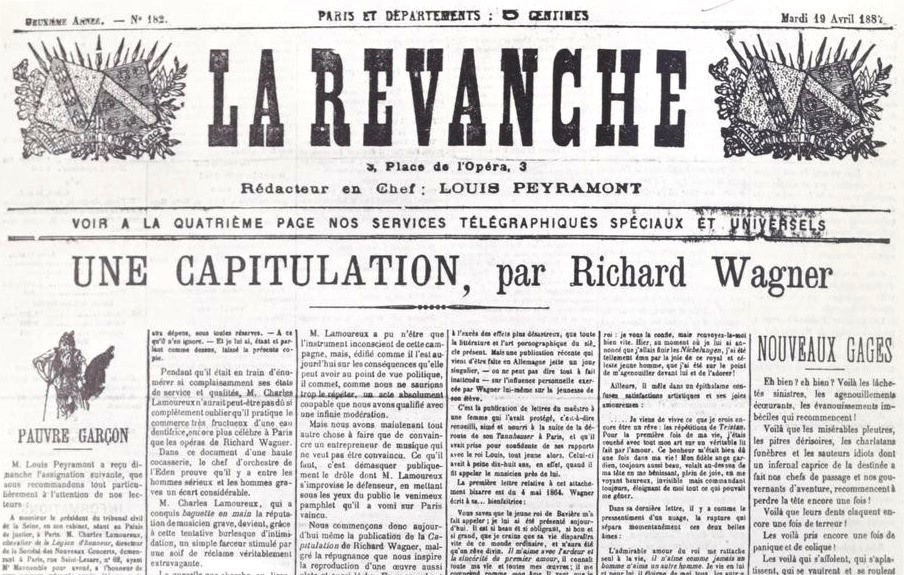
Bandeau et manchette de La Revanche, 19 avril 1887.

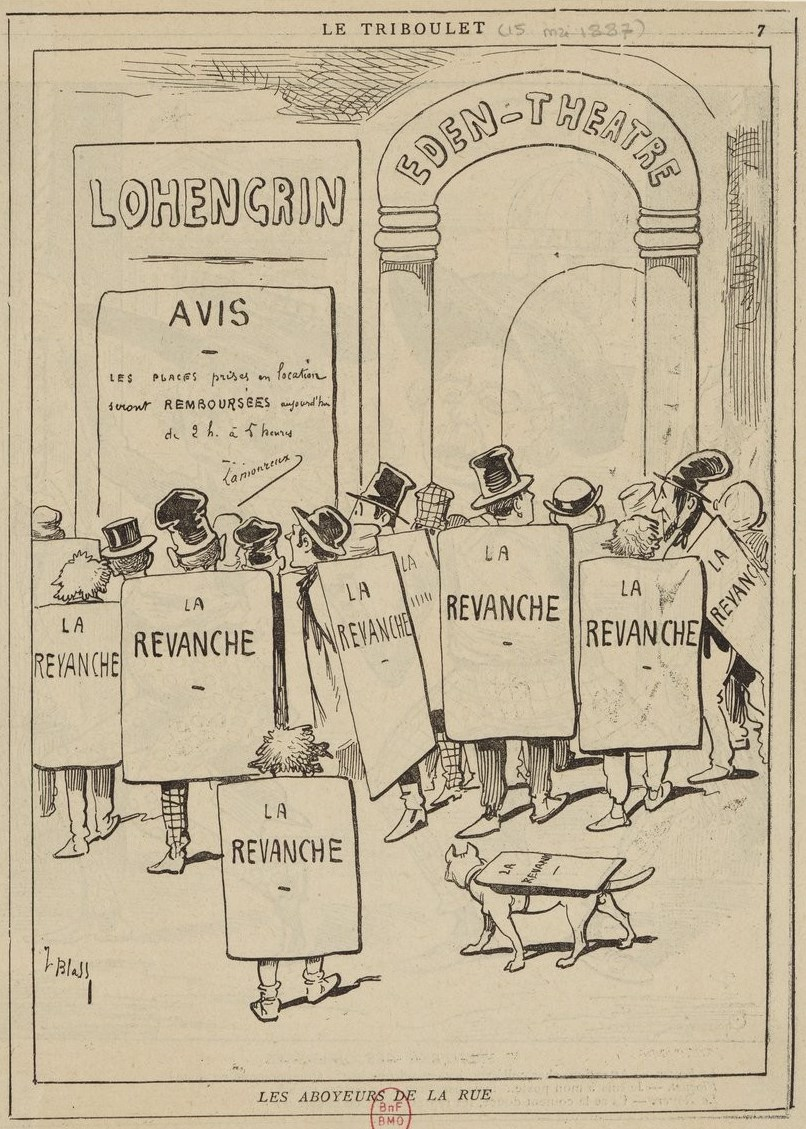
Les hommes-sandwich de La Revanche après les manifestations contre Lohengrin (dessin de J. Blass dans Le Triboulet du 15 mai 1887).

Quelques semaines plus tard, Peyramont et son journal lancent une virulente campagne contre Charles Lamoureux, directeur de la Société des nouveaux concerts, qui a annoncé des représentations de Lohengrin à l'Éden-Théâtre. Dans un contexte de fortes tensions franco-allemandes suscitées par l'affaire Schnæbelé, La Revanche présente la musique de Wagner comme une provocation. En raison de la violence des manifestations organisées par Peyramont, Lamoureux décide de mettre fin aux représentations et d'assigner le journaliste en justice. Peu lue (avec seulement 1 200 exemplaires vendus sur un tirage de 25 000), La Revanche cesse bientôt de paraître. Quatre ans plus tard, l'agitation anti-wagnérienne reprend, à l'instigation de Francis Laur, Lohengrin étant cette fois-ci à l'affiche de l'Opéra de Paris. Ne voulant pas être en reste, Peyramont rédige sept nouveaux numéros de La Revanche et manifeste à l'Opéra en compagnie de Michel Morphy.
L'antigermanisme de La Revanche était si outrancièrement va-t-en-guerre que certains observateurs considéraient Peyramont comme un agent provocateur chargé d'entraîner l'opinion publique française vers un désastreux nouveau conflit. Cette rumeur est reprise en 1893 au Reichstag par le député (SPD) August Bebel, qui accuse Bismarck d'avoir voulu pousser la France à la guerre en achetant, à Paris, « un des journaux les plus ardents à demander la revanche ». Se considérant directement visé, Peyramont écrit alors à Bebel pour le sommer de s'expliquer et adresse une demande de démenti à l'ancien chancelier, qui lui répond que le propos du député socialiste « est aussi bête que mensonger ».
Marié à Julie-Alix Didelot (1842-1892), Louis Rigondaud est le père de trois enfants :
- Jeanne (1870-1899), épouse de l'homme de lettres Paul-Louis-Joseph Boulanger (1872-1949) ;
- Louis-Félix (1872-1899), qui partageait la russophilie de son père puisqu'il a réalisé en 1891 le trajet Paris-Moscou à pied, en compagnie de Gustave Marait, collaborateur de L'Univers illustré[33]. Il a été sous-officier au 4e régiment de chasseurs[34] ;
- Charles-Gaston (1876-1889), mort dans un accident de chasse à Chennevières-sur-Marne[35].

Après les derniers numéros de La Revanche, Peyramont se retire du journalisme et se consacre davantage à des opérations financières. En 1897, il crée ainsi une société anonyme, La Colonisation française, dont le siège est installé à son domicile, au no 51 de la rue Vivienne. Cette société est cependant dissoute dès l'année suivante.
En 1896, lors du procès de l'affaire Max Lebaudy, Peyramont témoigne en faveur de Carle des Perrières.